# CFL 2400 en 2450
CFL 2400 en CFL 2450 zijn twee series dubbeldekstreinstellen uit de Coradia Stream HC-familie (HC betekent "hoge capaciteit") van leverancier Alstom van de Luxemburgse spoorvervoerder CFL, de eerste klant van deze versie met twee verdiepingen.
Met deze bestelling wil de CFL al haar CFL 2000-treinstellen vervangen en de capaciteit van haar vloot met bijna 50% uitbreiden.

## Geschiedenis
Na een aanbesteding heeft de CFL op 18 december 2018 een bestelling getekend bij Alstom voor de levering van 34 dubbeldekker treinstellen. De bestelling van 350 miljoen euro betreft 22 korte treinstellen van 3 rijtuigen en 12 lange treinstellen van 6 rijtuigen. De levering was eerst voorzien van december 2021 tot december 2024, maar vanwege de covid-crisis werden de leveringen uitgesteld naar de periode februari 2023 - december 2025.
Het eerste treinstel werd op 29 september 2024 in dienst genomen.
In België reed op 13 februari 2025 het eerste treinstel in normale reizigersdienst.

## Beschrijving
De treinstellen zijn bedoeld voor inzet in Luxemburg, Frankrijk en België.
In de motorwagens (in het midden van drie rijtuigen) is slechts één verdieping; het dak daarvan wordt immers gebruikt om de technische uitrusting te plaatsen.